# Carl Friedrich Eckleff
Carl Friedrich Eckleff, även Karl Fredrik Eckleff, född 1723 i Stockholm, död 1786 var en svensk poet och ordensvurmare verksam i Stockholm. Han var son till Georg Henning Ecklef.
Eckleff blev 1742 tjänsteman i utrikesdepartementet, blev extraordinarie kanslist 1754, registrator 1756, sekreterare 1760 samt erhöll 1767 kansliråds avsked.
Eckleff, som var av tysk börd, vistades en tid i Kiel och kom där i kontakt med stadsrådet Samuel Triewald. Denna var så kallad fackelmästare i det kielska Fackelhärberget. Triewald inspirerade Eckleff att 1757 grunda Fackelorden i Stockholm. Sannolikt var denna loge inte särskilt långlivad och Eckleff intresserade sig då för bland annat frimureriet.
Eckleff instiftade 3 mars 1753 Tankebyggarorden och var dess ordensmästare fram till dess upplösning 1763. Han grundade även 1756 den första Andreaslogen i Sverige och lade grunderna för det svenska systemet inom Svenska Frimurare Orden. 1760 grundade han den fristående frimurarlogen L'Innocente och blev dess förste Ordförande Mästare. 1774 blev hertig Karl, sedermera Karl XIII, Stormästare över båda de verksamma frimurarlogerna och Eckleffs system reformerades.  Eckleffs insatser inom frimureriet ledde till att Svenska Frimurare Orden 1997 namngav sin forskningsloge efter honom.